# سبنسر سيلفر
سبنسر فيرغسون سيلفر الثالث (6 فبراير 1941 - 8 مايو 2021) هو كيميائي ومخترع أمريكي متخصص في المواد اللاصقة. تنسب إليه شركة ثري إم الفضل في ابتكار المادة اللاصقة التي استخدمها آرثر فراي (مخترع) [الإنجليزية] لإنشاء ورق الملاحظات اللاصق [الإنجليزية]

## حياته
ولد سبنسر فيرجسون سيلفر الثالث في سان أنطونيو، تكساس، في 6 فبراير 1941، لوالده برنيس (ني ويندت) وسبنسر سيلفر جونيور. كان والده محاسبًا بينما كانت والدته سكرتيرة. تخصص في الكيمياء في جامعة ولاية أريزونا وحصل على بكالوريوس العلوم عام 1962، ثم حصل على الدكتوراه في الكيمياء العضوية من جامعة كولورادو في بولدر في عام 1966، قبل أن يتولى منصب كبير الكيميائيين في مختبرات الأبحاث المركزية التابعة لشركة ثري إم.